# 威尔士亲王号战列舰
威尔士亲王号战列舰（英語：HMS Prince of Wales），是英国皇家海军英王乔治五世级战列舰的二号舰。建造于英格兰伯肯黑德坎迈尔莱尔德船厂。威尔士亲王号曾与胡德号战列巡洋舰一道参与俾斯麦号战列舰的截击行动，之后还搭载丘吉尔前往纽芬兰岛参与制定大西洋宪章。她最终在远东地区和驅逐號遭到了日本陆基轰炸机的獵杀，这个事件也成为了飞机取代战列舰成为海上霸主的标志之一。

## 命名
1936年7月29日，海军部决定制造英王乔治五世级的二号舰。一开始这个二号舰被提议命名为“英王爱德华八世”（HMS King Edward VIII）以纪念新君主爱德华八世。但是爱德华国王决定取消这个提议，并提议以威尔士亲王命名。随后乔治五世的二号舰就被命名为威尔士亲王号。这艘军舰也是英国海军史中第7艘以“威尔士亲王”命名的军舰。

## 建造
威尔士亲王号在利物浦开始建造，但在德国空袭利物浦中受到损坏。空袭中一发炸弹在威尔士亲王号左舷与船坞泊位的内壁之间爆炸，对左舷装甲造成了破坏。之后海军部为了对抗德国新制造的俾斯麦号战列舰和鐵必制号战列舰，下令威尔士亲王号的加快建造速度以及缩短试航周期包括以使其尽快投入战斗。1941年1月19日威尔士亲王号正式服役，首任舰长为John Leach。实际上，服役时仅仅是对整体上的建造完毕，很多细节尚未完全建造完成，之后近三个月中一边服役一边装配，最终在同年3月31日才算完全装配完毕。

## 大西洋服役史
在经过极短的试航之后，威尔士亲王与胡德号战列巡洋舰一起出动截击德国海军的俾斯麦号战列舰以及陪伴俾斯麦号的欧根亲王号重巡洋舰。航行中威尔士亲王号还搭載了一些文职技术人员。5月24日，她与胡德号在丹麦海峡发现了德国军舰遂與其展开战斗。但战斗中胡德号被俾斯麦号击沉，威尔士亲王号也遭到了俾斯麦号和欧根亲王号的炮火打击，使其1号炮塔的4门14英寸火炮的弹链卡死，随后释放烟幕撤离。战斗中威尔士亲王号打掉了俾斯麦号前燃料箱并使其丧失了一部分燃料，这也迫使俾斯麦号前往法国修理。撤离战斗之后，威尔士亲王号又与萨克福号巡洋舰以及诺福克号巡洋舰一起从丹麦海峡追击俾斯麦号并在5月25日当地时间凌晨1点31分再次与俾斯麦号交火但随后不久即脱离战斗。12小时之后，由于航速低于俾斯麦以及燃料不足，威尔士亲王号被迫返航并在船厂进行了为期6周的修理。

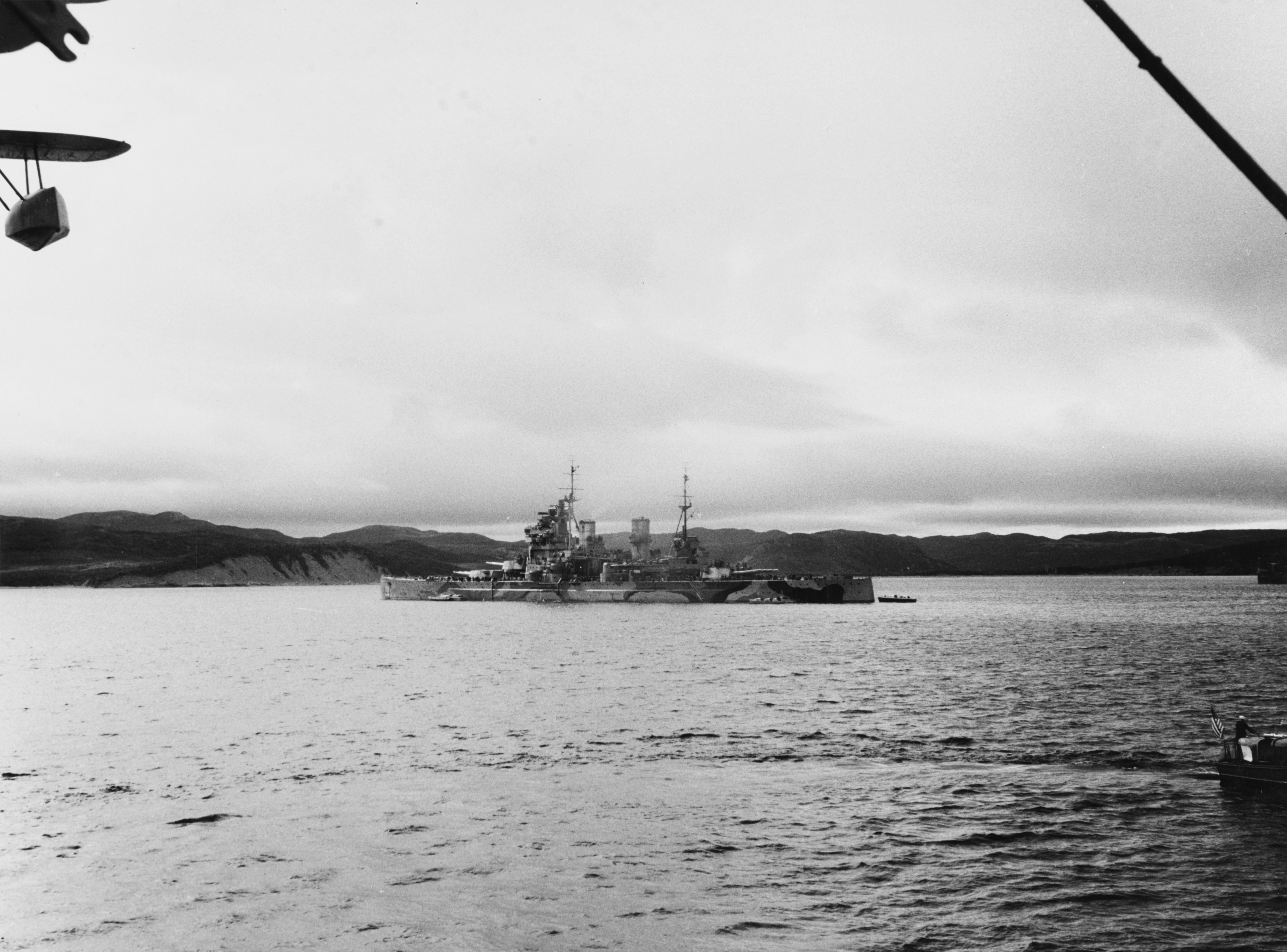
威尔士亲王号在阿金夏

1941年8月，威尔士亲王号搭载时任英国首相的温斯顿·丘吉尔穿越大西洋到达加拿大纽芬兰岛的阿金夏（NS Argentia）海军基地与美国总统富蘭克林·罗斯福于8月12日会面。这次会面签署了《美国总统与英国首相联合宣言》即众所周知的《大西洋宪章》。在搭载丘吉尔回国之后，她被派往地中海执行护航任务，并在9月27日的任务中击落了几架德国战机。

## 太平洋服役史
11月25日，威尔士亲王号受命支援美国在太平洋的战事。陪同前往的还有驱逐舰伊莱克特拉号和快速号组成远东舰队（Z部隊，Force Z），由海军中将湯姆·菲利普领导。舰队在同年12月初到达新加坡，随后反击号战列巡洋舰加入舰队。新建造完成的不撓号航空母舰本也想加入这个远东舰队，但由于在牙买加试航时触礁搁浅而进行修理遂无法加入舰队。
远东舰队到达新加坡是为了阻吓日本入侵东南亚，但是日本人似乎并没有被阻吓，相反的，在12月8日日本同时进行了偷袭珍珠港和入侵东南亚的军事行动。菲利普中将下令威尔士亲王号与反击号以及4艘驱逐舰（伊莱克特拉号、快速号、忒涅多斯号和皇家澳大利亚海军的吸血鬼号）截击日本的登陆舰队。但他们出击之后并没有发现日本舰队却在返航时被伊-65号潜艇发现。1941年12月10日，在没有任何空中掩护之下，威尔士亲王号和反擊号被由西贡起飞的86架日本海軍陸上轟炸機部隊击沉。远东舰队因此元氣大傷。

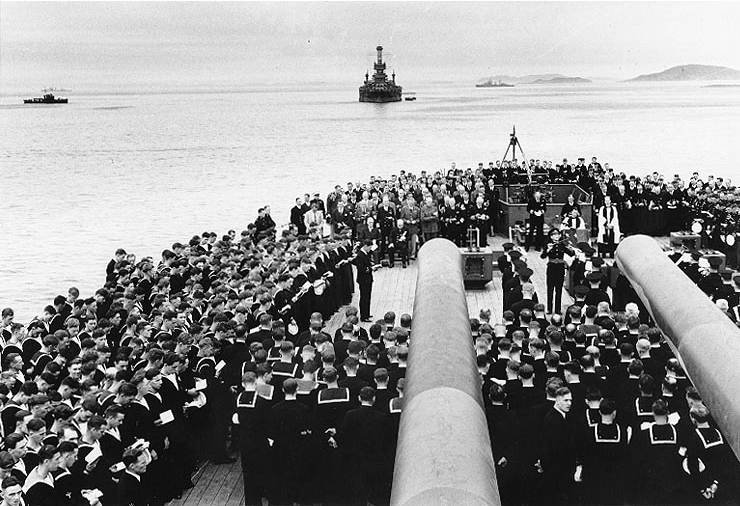
丘吉尔在大西洋会议期间在威尔士亲王号上

威尔士亲王号作比较现代化的战列舰，被认为强于一战舊舰反击号，但实际上并非如此。在出击之前，威尔士亲王号的搜索雷达已经无法使用，而这个雷达却是远东舰队海上预警效果最好的设备。在第二波空襲時，威尔士亲王号被一发鱼雷打中渦輪主機連接螺旋槳大軸的艙間，魚雷造成的爆炸與震波讓艦體大量進水，方向舵全毀；浸水同時讓艦內發電機停機，因此艦尾4具雙連裝5.25英寸高平兩用炮的動力来源中斷，無法迎擊空中威脅。
第三波攻擊時，舵機失靈的威爾斯親王號被两发鱼雷命中了德国空袭时炸伤的左舷部分，这一部分一直未得到完全的修复；除此之外轟炸機將一枚500公斤炸彈以水平投彈的方式直擊戰艦。最後，威尔士亲王号在遭受6发鱼雷和1颗炸彈的打击后，几百人随船葬身大海，其中包括舰队司令菲利普中将和舰长约翰·里奇（John Leach）上校。威尔士亲王号壳体的坚硬部分拯救了很多船员的命，与之相比反擊号的大部分船员无法得救而随之葬身海底。威尔斯亲王号沉没于北纬3度33分36秒，东经104度28分42秒，靠近马来西亚著名旅游胜地刁曼岛。

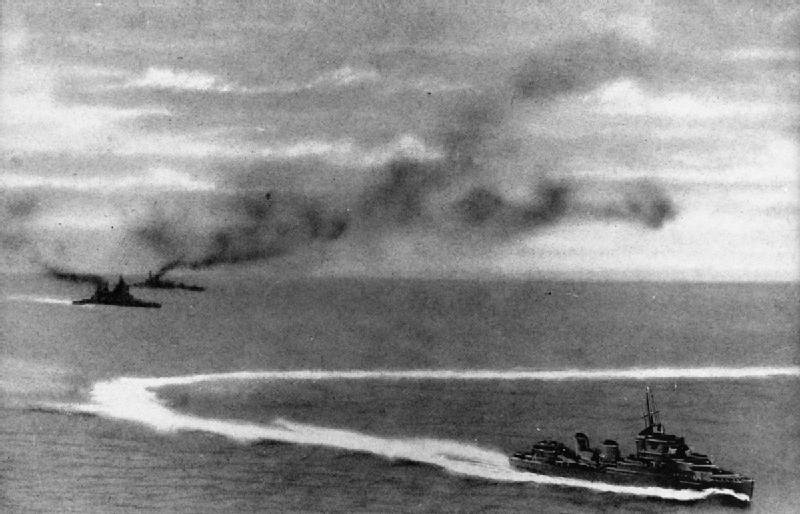
威尔士亲王号(右前边) 和反击号战列巡洋舰（左后边）遭受日本海军航空隊打击，在前景处于机动位置的是快速号或伊莱克特拉号驱逐舰

这次事件是海战史上第一次航行中的战列舰被空军力量独自击沉。尽管陸基飞机比舰载飞机攻击力大的多，但这次事件无疑的成为了战列舰的海上霸主地位被空军力量剥夺的标志。此后英国海军的造船部门要求军舰的防空火力必须有对鱼雷轰炸机投射鱼雷之前对其造成毁灭性打击的能力。英国船员也在此次事件之后得到了更充分的防空训练。

## 遗址保护
2001年，即威尔士亲王号沉没60周年之际，英国根据1986年军事遗蹟保护法案（Protection of Military Remains Act 1986）在威尔士亲王号沉没的位置放置了一面插有英国国旗的浮标，并该区域成为“保护区”。2002年，英国技术潜水员加文·海伍德（Gavin Haywood）和乔治·麦克鲁尔（George McClure）在英国国防部的授命和Z部隊生还者协会的期望下将威尔士亲王号的舰鐘打捞上来，并由英国第一海军大臣兼海军参谋长的海军上将艾倫·韋斯特（Alan West）爵士亲手放置在利物浦的默西塞德郡海事博物館。如今放置在朴次茅斯海军博物馆，摆放在 Hear my Story 馆的橱窗内供客人观看。

## 资料来源

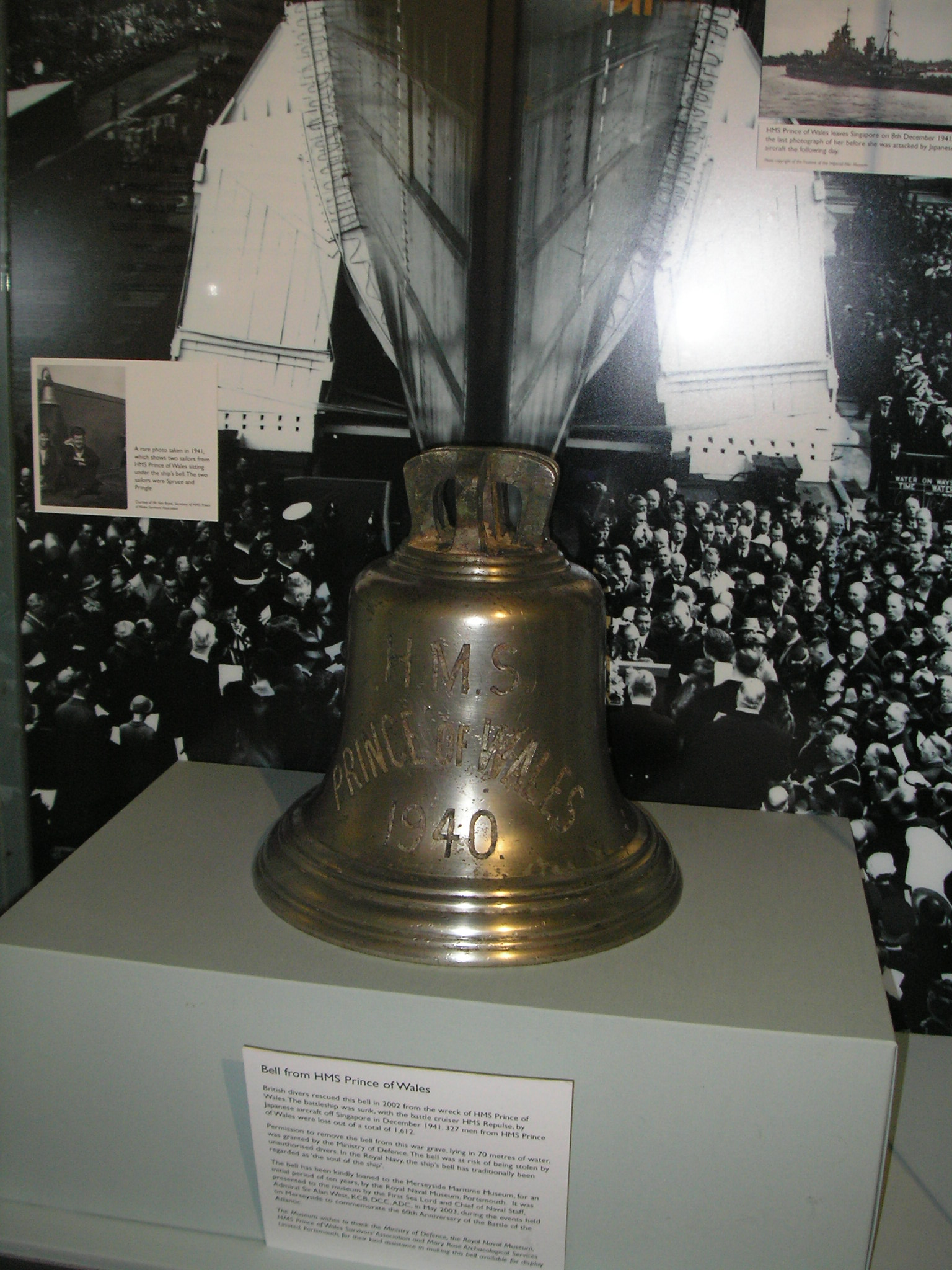
威尔士亲王号的艦鐘

- William H. Garzke, Jr., and Robert O. Dunlin, Jr., Battleships:  Allied Battleships in World War II (Naval Institute Press, Annapolis, 1980).  Gives a detailed history of the design, operational history, and battle damage to the ship, and includes pictures of the ship under construction and of battle damage received.
- Siegfried Breyer, Battleships and Battlecruisers 1905-1970 (Doubleday and Company; Garden City, New York, 1973) (originally published in German as Schlachtschiffe und Schlachtkreuzer 1905-1970, J.F. Lehmanns, Verlag, Munchen, 1970).
- Martin Middlebrook and Patrick Mahonehy  Battleship: The Sinking of the Prince Of Wales and the Repulse  (Charles Scribner's Sons, New York, 1979)
- Lt Cdr. Timothy J. Cain HMS Electra (Frederick Muller, LTD., London, 1959)  ISBN 0-86007-330-0  Includes a description of the final battle off Kuantan, and the rescue of the survivors.
- Military Heritage did a feature on the Prince Of Wales and its sinking (Joseph M. Horodyski, Military Heritage, December 2001, Volume 3, No. 3, pp. 69 to 77).
- Philip Ziegler's King Edward VIII (Alfred and Knopf, 1991) Provides information relating to the naming of the ship.